# Anna Maria di Gonzaga-Nevers
Anna Gonzaga (Anna Maria; Parigi, 1616 – Parigi, 6 luglio 1684) fu una princesse étrangère francese e salottiera di origine italiana. Fu la più giovane delle figlie di Carlo Gonzaga, Duca di Mantova e del Monferrato, e Caterina di Mayenne (figlia di Carlo di Lorena, Duca di Mayenne), Anna diventò per matrimonio Contessa Palatina di Simmern, chiamata "Principessa Palatina", come moglie di Edoardo del Palatinato, un nipote di Re Giacomo I d'Inghilterra e zio di Re Giorgio I di Gran Bretagna. Diede ad Edoardo tre figlie ed un maschio, morto a circa cinque mesi. Se Anna non avesse fatto convertire Edoardo al cattolicesimo, il trono inglese sarebbe potuto passare ai loro discendenti.

## Famiglia e infanzia
Anna nacque a Parigi in un ramo cadetto francese del ducale Casato dei Gonzaga, che governava Mantova nel nord dell'Italia. I titoli di duca di Nevers e di Rethel, in Francia, furono acquisiti dalla famiglia Gonzaga quando il nonno paterno di Anna, Ludovico Gonzaga, uno dei figli più giovani del Duca Federico II e Margherita Paleologa, sposò l'erede dei ducati di Nevers e Rethel nel 1566. Il ramo Nevers tornò poi a governare nuovamente Mantova dopo la Guerra di successione di Mantova e del Monferrato, innescata in parte dalla rivendicazione di suo padre, di nascita parigina, su Mantova e sul Monferrato. Con la promessa del sostegno da parte della corona francese, la quale naturalmente preferiva un pari francese che governasse Mantova, Carlo arrivò lì nel gennaio 1628 e si proclamò suo erede e sovrano.
Sebbene il suo nome e la patrilinearità fossero Mantovani, Anna Gonzaga aveva ascendenza per la maggior parte francese, e nacque e visse principalmente in Francia. Probabilmente rimase in Francia anche dopo che suo padre ebbe fatto bonificare Mantova, la città ancestrale dei suoi antenati, poiché la città era in rovina dal 1630, segnata dalla guerra, dalla peste e un brutale saccheggio da parte dell'esercito imperiale. La città non si sarebbe mai ripresa del tutto.
La madre francese, Caterina di Mayenne, apparteneva al Casato di Guisa, un ramo cadetto del reale Casato di Lorena. Anna, nota come Anne Marie de Gonzague in francese, e qualche volta chiamata "Anna Gonzaga di Nevers" o "Gonzaga di Cleves" poiché nipote di Enrichetta di Clèves, Duchessa di Nevers, era la più giovane dei sei figli del Duca e della Duchessa di Mantova. Ebbe tre fratelli, incluso Carlo II Gonzaga, e due sorelle; la maggiore, Maria Luisa, sarebbe diventata la Regina Ludwika Maria Gonzaga di Polonia. Sua madre morì nel 1618, quando Anna aveva appena due anni. In origine la sua famiglia progettò di farla diventare una suora, ma fu sollevata da tale obbligo dalla morte del padre nel 1637, quando aveva 21 anni e, successivamente, Anna condusse una vita avventurosa.

## Duca di Guisa
Si innamorò appassionatamente di suo cugino di secondo grado Enrico II, Duca di Guisa; successivamente, affermò di aver contratto un matrimonio segreto con lui nel 1639, che egli negò. Nel 1640, Anna si travestì da uomo per raggiungerlo a Sedan, ma egli la abbandonò l'anno successivo, in 1641. Intentò un'azione legale contro di lui, chiedendo di essere riconosciuta come sua moglie.

## Matrimonio e figli
Il 24 aprile 1645 a Parigi, Anna sposò, senza molto entusiasmo, Edoardo, Conte Palatino di Simmern, un nobile tedesco diciannovenne senza terre e senza un soldo, che era di dieci anni più giovane di lei. Diventò la "Contessa Palatina di Simmern", e fu nota in tedesco come Pfalzgräfin Anne e in inglese come Anne, Princess Palatine.
Con Edoardo, ebbe tre figlie femmine:
- Luisa Maria (23 luglio 1647 – 11 marzo 1679), sposò Carlo Teodoro, Principe di Salm
- Anna Enrichetta Giulia (23 luglio 1648 – 23 febbraio 1723), sposò Enrico Giulio, Principe di Condé
- Benedetta Enrichetta (14 marzo 1652 – 12 agosto 1730), sposò Giovanni Federico, Duca di Brunswick-Lüneburg

Da lei, discendono figure di spicco come il condannato Re Luigi XVI di Francia.
Secondo lo storico italiano G. B. Intra, Anna “tenne uno dei più brillanti salotti letterari durante i primi anni del regno di Luigi XIV.”
Il matrimonio della sua secondogenita, Anna Enrichetta, con Enrico Giulio di Borbone, Duca di Enghien, venne a ripristinare la sua posizione. Enrico Giulio era un cugino di Luigi XIV e uno degli uomini di più alto rango della corte. Egli era anche il figlio de le Grand Condé. La sorella di Anna, la regina polacca, Ludwika Maria Gonzaga, aveva designato Anna Enrichetta come sua erede e si impegnò a sostenere la candidatura del Duca di Enghien per il trono polacco.
La Principessa Anna riuscì a far sposare la figlia più giovane, Bénédicte (anche Benedicta, o Benedictine), al Duca di Brunswick e Hannover. La Principessa Palatina fu una confidente di Filippo I, Duca d'Orléans. Combinò il secondo matrimonio di Monsieur con la diciannovenne nipote di suo marito, Liselotte, figlia di Carlo Luigi, Elettore Palatino del Reno

## Vita successiva e religione
La madre di Anna era un membro dell'"ultra-cattolica" famiglia Guisa, e sembra che Anna sia stata profondamente devota alla religione, in particolare nei suoi ultimi anni. Oltre ad essere discendente per via illegittima da una papa, era la nipote di Carlo di Guisa, capo della lega cattolica di Francia, che il suo assassinato fratello aveva formato. Anna riuscì a far convertire suo marito dal calvinismo al cattolicesimo nonostante le minacce di sua madre, Elisabetta Stuart, di rinnegare ognuno dei suoi figli che fosse diventato cattolico (Elisabetta perdonò il figlio con sorprendente rapidità).
Nel 1663, Edoardo morì a Parigi all'età di 37 anni. 40 anni dopo la sua morte, la più piccola delle sorelle di Edoardo, Sofia del Palatinato, comunemente denominata come Sofia di Hannover dopo il suo matrimonio con il protestante Duca Ernesto di Hannover, fu dichiarata erede presuntiva dalla loro biscugina, la Regina Anna d'Inghilterra e Irlanda (poi Regina di Gran Bretagna e d'Irlanda). Sofia non fu mai dichiarata erede presunta di Scozia. Avrebbe avuto accesso alla corona di Anna, se non fosse morta qualche settimana prima della stessa Anna. Alla morte di Sofia, suo figlio Giorgio Luigi, Elettore di Hannover e Duca di Brunswick-Lüneburg, diventò erede presunto. Alla morte della Regina Anna, diventò Giorgio I, il primo dei re della linea hannoveriana. "Se il fratello maggiore di Sofia, Edoardo, non si fosse convertito al cattolicesimo," scrisse George L. Williams, "è possibile che il trono inglese sarebbe stato tenuto dai suoi discendenti."
Nel 1671 Anna si riconsacrò al cattolicesimo e cambiò completamente il suo stile di vita. Morì nel 1684. Bossuet pronunciò la sua famosa orazione funebre.

## Ascendenza
|                              |                      |                              | Genitori                             |  |  | Nonni |  |  | Bisnonni               |  |  | Trisnonni            |  |
|                              |                      |                              |                                      |  |  |       |  |  | Federico II di Mantova |  |  | Francesco II Gonzaga |  |
|                              |                      |                              |                                      |  |  |       |  |  | Federico II di Mantova |  |  | Francesco II Gonzaga |  |
|                              |                      | Isabella d'Este              |                                      |  |  |       |  |  | Federico II di Mantova |  |  |                      |  |
| Ludovico Gonzaga-Nevers      |                      |                              |                                      |  |  |       |  |  | Federico II di Mantova |  |  |                      |  |
|                              |                      | Margherita Paleologa         | Guglielmo IX del Monferrato          |  |  |       |  |  |                        |  |  |                      |  |
|                              |                      | Margherita Paleologa         | Guglielmo IX del Monferrato          |  |  |       |  |  |                        |  |  |                      |  |
|                              |                      | Margherita Paleologa         | Anna d'Alençon                       |  |  |       |  |  |                        |  |  |                      |  |
| Carlo I di Gonzaga-Nevers    |                      | Margherita Paleologa         |                                      |  |  |       |  |  |                        |  |  |                      |  |
|                              |                      | Francesco I di Nevers        | Carlo II di Cleves Nevers            |  |  |       |  |  |                        |  |  |                      |  |
|                              |                      | Francesco I di Nevers        | Carlo II di Cleves Nevers            |  |  |       |  |  |                        |  |  |                      |  |
|                              |                      | Francesco I di Nevers        | Maria di Albret                      |  |  |       |  |  |                        |  |  |                      |  |
| Enrichetta di Nevers         |                      | Francesco I di Nevers        |                                      |  |  |       |  |  |                        |  |  |                      |  |
|                              |                      | Margherita di Vendôme        | Carlo IV di Borbone-Vendôme          |  |  |       |  |  |                        |  |  |                      |  |
|                              |                      | Margherita di Vendôme        | Carlo IV di Borbone-Vendôme          |  |  |       |  |  |                        |  |  |                      |  |
|                              |                      | Margherita di Vendôme        | Francesca d'Alençon                  |  |  |       |  |  |                        |  |  |                      |  |
| Anna Maria di Gonzaga-Nevers |                      | Margherita di Vendôme        |                                      |  |  |       |  |  |                        |  |  |                      |  |
|                              | Francesco I di Guisa | Claudio I di Guisa           |                                      |  |  |       |  |  |                        |  |  |                      |  |
|                              | Francesco I di Guisa | Claudio I di Guisa           |                                      |  |  |       |  |  |                        |  |  |                      |  |
|                              | Francesco I di Guisa | Antonia di Borbone-Vendôme   |                                      |  |  |       |  |  |                        |  |  |                      |  |
| Charles di Guisa             | Francesco I di Guisa |                              |                                      |  |  |       |  |  |                        |  |  |                      |  |
|                              |                      | Anna d'Este                  | Ercole II d'Este                     |  |  |       |  |  |                        |  |  |                      |  |
|                              |                      | Anna d'Este                  | Ercole II d'Este                     |  |  |       |  |  |                        |  |  |                      |  |
|                              |                      | Anna d'Este                  | Renata di Francia                    |  |  |       |  |  |                        |  |  |                      |  |
| Catherine di Mayenne         |                      | Anna d'Este                  |                                      |  |  |       |  |  |                        |  |  |                      |  |
|                              |                      | Onorato II di Savoia-Villars | Renato di Savoia-Villars             |  |  |       |  |  |                        |  |  |                      |  |
|                              |                      | Onorato II di Savoia-Villars | Renato di Savoia-Villars             |  |  |       |  |  |                        |  |  |                      |  |
|                              |                      | Onorato II di Savoia-Villars | Anna Lascaris                        |  |  |       |  |  |                        |  |  |                      |  |
| Enrichetta di Savoia-Villars |                      | Onorato II di Savoia-Villars |                                      |  |  |       |  |  |                        |  |  |                      |  |
|                              |                      | Jeanne de Foix               | Alain de Foix, visconte di Castillon |  |  |       |  |  |                        |  |  |                      |  |
|                              |                      | Jeanne de Foix               | Alain de Foix, visconte di Castillon |  |  |       |  |  |                        |  |  |                      |  |
|                              |                      | Jeanne de Foix               | Françoise de Prez de Monpezat        |  |  |       |  |  |                        |  |  |                      |  |
|                              |                      | Jeanne de Foix               |                                      |  |  |       |  |  |                        |  |  |                      |  |